# ファイトフィーバー
『ファイトフィーバー』 (FIGHT FEVER 朝: 왕중왕) は、ビッコムがSNKのアーケード筐体「Multi Video System」（業務用ネオジオ、以下：MVS）向けに製作した対戦型格闘ゲームである。キャッチコピーは「テコンドーで燃え上がれ!」。
韓国ではSNK正規代理店であるビッコムが販売、日本などそれ以外の国ではSNKが販売した。

## 概要
韓国向けにネオジオを普及する為にSNKが提携した、韓国に本社を置くビッコム社が開発したMVS参入作品である。ビッコム社は当作品を開発する前に、数人の開発者を研修生としてSNKに出向させており、『龍虎の拳』および『餓狼伝説2』の開発に携わっていると言われている。
プレイヤーが使用可能なキャラクターは国籍・人種こそ様々なものの、全てテコンドー使いであるという設定となっているが、日本国内向けには特に言及されていない。操作は8方向レバー1本と、それぞれ強弱にわかれたパンチボタン・キックボタンの4ボタン制。キャラクターが必勝技を出すと画面にその技名が表示される。
コンピューターキャラクターを相手に戦うサーキットモードと、プレイヤー同士で戦うVSモードに分かれている。VSモードでのみ中ボスのマスタータエクックが選択出来るようになり、サーキットモードで遊んでいるときに乱入されるとVSモードに切り替わり、乱入した側だけでなく先にプレイしていた側もそこで使用キャラクターの選択をし直すことができる。また、対人戦が終わりVSモードからサーキットモードへ戻るときにもこのキャラクター選択が挟まれる。
続編として『ファイトフィーバー2』が開発され、ロケテストも行われたがMVS用としては発売中止となり、『The Eye of Typhoon 極超豪拳』として韓国で3DO（開発：ビッコム、販売：LG電子）とPC（MS-DOS、開発：ビッコム、販売：LGソフトウェア）で発売された。これは韓国のみの販売と言うことで韓国国外では非常にレアな作品とされていたが、2021年に設立された（新）ビッコム社より2023年より3DO版、PC版共にリパッケージ版がオンライン販売され、リメイク版も製作予定となっている
。（新）ビッコム社には、（旧）ビッコム社設立者のキム・カッファン元会長の息子であり、『ファイトフィーバー』シリーズのプロデューサーであるキム・ジェイフン元社長が参加している。

### ストーリー
テコンドーが世界的に急速に普及し、国際テコンドー大会「王中王」が開催される。参加者にはテコン王マスター・タエクックの姿もあった。
決勝戦にてマスター・タエクックを倒した優勝者に空手健児なる人物から「真の王者になるにはKARATEというFIGHTERがまだ立ちはだかっている」との挑戦状が届き、優勝者と健児の最強の格闘王を決める戦いが行われることとなった。王中王優勝者は健児を打ち倒すと健児は優勝者のファイトを讃え戦いの幕は閉じた。

## 登場キャラクター
括弧内はホームグラウンド
ハン・ベーダル / HAN BAEDAL（韓国）
本作の主人公格キャラクター。父はテコンドーの修行の為に妻とまだ赤子であった2人の息子を捨て姿を消してしまう。母もまた父が姿を消した直後に交通事故で亡くなり、孤児となる。その後は養子として引き取られ、養父母にテコンドーを教わり成長した。
名前のBAEDALの読みはペダルがより正確に近い読み方であるが、日本語版においてはベーダルと表記している。
キム・フーン / KIM HOON（メキシコ）
本作の準主役格キャラクター。使う技はハンと似ているが似ている理由は不明。父はテコンドーの修行の為に妻とまだ赤子であった2人の息子を捨て姿を消してしまう。母もまた父が姿を消した直後に交通事故で亡くなり、孤児となる。その後は養子として引き取られ、養父母にテコンドーを教わり、後にアメリカ、そしてメキシコへと渡る。実はハンとは双子の兄弟であり、このことはお互いに認知していない。
ミユキ / MIYUKI（日本）
本作の紅一点である日本人女性。エアロビクス講師。
ロッペン・ハイマー / ROPHEN HEIMER（ドイツ）
頭にバンダナを巻いた中年ファイター。元・西ドイツの特殊工作員だがベルリンの壁崩壊を受けて退役しビール店を経営する。
ゴルリオ / GOLRIO（ブラジル）
南米先住民の衣装を着用する太った男性。地球環境保護の大切さを訴えるために大会に参加する。
チンタオ / CHINTAO （中国）
黄飛鴻をモチーフにしたと思われるキャラクターで、超必勝技にその影響が見受けられる。少林拳とテコンドーをミックスしたファイトスタイルを見せる。
マジック・ダンカー / MAGIC DUNKER（アメリカ）
バスケ選手の格好をした黒人男性。
ニック・コマンドー / NICK COMMANDO（アメリカ）
白いマスクと緑の軍服を着た白人アーミー。ナンバー1にこだわりテコンドーでもナンバー1であることを証明するため大会に参加する。
マスター・タエクック/ MASTER TAEKUK（韓国）
本作の中ボス。VSモードでのみ使用可能。オープニングデモ画面にも姿を見せている。インストカードおよび、徳間書店から刊行されていた『ゲーセン天国』の記述ではマスター・タエクックとなっているが、これはハングルのアルファベット表記を日本語読みしてしまったために起きた誤表記である。実際の発音はマスター・テグクに近い。
テコンドーの達人であり、修行の為に妻と生まれたばかりの2人の息子を残して白頭山で修行すること20年。テコンドー大会「王中王」の招待状が届いたため、参加選手の中に2人の息子がいるのではないかと期待し参加する。修行地は白頭山とされているが、ホームステージは韓国である。
空手健児（からて けんじ） / KARATE KENJI（日本）
声 - 臼井雅基
本作の最終ボス。マスター・タエクックを倒してテコンドーの世界王者となったプレイヤーキャラクターの前に挑戦状を送り付ける空手家で、『ゲーセン天国』の記述では日本空手界の頂点に君臨する男と紹介されている。サーキットモードとVSモードでともに使用が不可能なコンピューター専用キャラクター。